# Binika
Binika (o Binka) è una città dell'India di 14.537 abitanti, situata nel distretto di Subarnapur, nello stato federato dell'Orissa. In base al numero di abitanti la città rientra nella classe IV (da 10.000 a 19.999 persone).

## Geografia fisica
La città è situata a 21° 1' 60 N e 83° 47' 60 E e ha un'altitudine di 121 m s.l.m..

## Società

### Evoluzione demografica
Al censimento del 2001 la popolazione di Binika assommava a 14.537 persone, delle quali 7.435 maschi e 7.102 femmine. I bambini di età inferiore o uguale ai sei anni assommavano a 1.899, dei quali 950 maschi e 949 femmine. Infine, coloro che erano in grado di saper almeno leggere e scrivere erano 9.102, dei quali 5.570 maschi e 3.532 femmine.